# Василюк, Фёдор Ефимович
Фёдор Ефи́мович Василю́к (28 сентября 1953 — 17 сентября 2017, Москва) — советский и российский психотерапевт, доктор психологических наук, заведующий кафедрой индивидуальной и групповой психотерапии Московского городского психолого-педагогического университета, профессор, Президент Ассоциации понимающей психотерапии.

## Биография
Родился 28 сентября 1953 года. В 1981—1987 годах работал клиническим психологом в психиатрической больнице (с. Строгоновка в Крыму).
В 1986—1988 годах участвовал в создании одного из первых в стране специализированных социально-психологических центров, а с 1988 года — в создании Института человека АН СССР.
В 1990 году организовал Центр психологии и психотерапии.
В 1991 году создал «Московский психотерапевтический журнал», в 1992 г. стал его главным редактором.
В 1993 году стал сотрудником Психологического института РАО, с 1994 года — заведующим лабораторией научных основ психотерапии и психологического консультирования.
В 1997 году основал в Московском городском психолого-педагогическом университете и возглавил первый в России факультет психологического консультирования, которым руководил до 2012 года.
В 2007 году защитил докторскую диссертацию на тему «Понимающая психотерапия: опыт построения психотехнической системы».
Скончался 17 сентября 2017 года в Москве после тяжёлой и длительной болезни.

## Научная деятельность
В сфере методологии психологической науки Ф. Е. Василюк рассматривал схизис (расщепление) на академическую и психотехническую (практическую) психологию. Он ввел и разработал понятие «психологическая практика» в сопоставлении с понятием «практическая психология». Практическая психология — в отличие от психологической практики (психотерапии, психологического консультирования) — это участие психолога в иных социальных практиках, в иных ведомственных рамках (в сферах медицины, образования и др.).
Ф. Е. Василюк развил теоретические представления о переживании как деятельности. Он разработал понятия и типологию «жизненных миров», кризисных ситуаций, а также типологию переживания кризисов в зависимости от «жизненного мира» человека и выделил фазы переживания горя. На основе единого комплекса теоретических и практических разработок он создал авторскую психотехническую систему — понимающую психотерапию (грант РГНФ «Понимающая психотерапия как психотехническая система»). Также Ф. Е. Василюк является автором оригинальных практических методов психотерапии — «режиссёрская постановка симптома», «психотехника выбора».
В исследовании «Стратиграфия сознания и функционально-динамическое моделирование процессов сознания» (грант РФФИ, 2010) Ф. Е. Василюк предложил свою структуру уровней функционирования сознания: уровни рефлексии, сознавания, непосредственного переживания и бессознательного. Для анализа динамических аспектов образа он ввел понятие стратегия работы сознания. Он также создал классификацию стратегий работы сознания, основанную на модели психосемиотического тетраэдра.
Ф. Е. Василюк развивал идеи синергийной антропологии в психотерапии. Синергийная антропология интересуется в первую очередь предельными проявлениями человека и динамикой их изменения; она рассматривает человеческую личность как согласованность действия. Ф. Е. Василюк являлся постоянным участником ежегодных Международных Рождественских образовательных чтений; курировал специальные выпуски журнала «Консультативная психология и психотерапия» по православной психологии.

## Преподавательская деятельность
Ф. Е. Василюк разработал и преподавал следующие учебные дисциплины:
- Основы психологического консультирования и психотерапии,
- Понимающая психотерапия,
- Психология сознания и переживания,
- Психотехника жизненных миров,
- Психотехника переживания,
- Психотерапевтическая дидактика и супервизия (для аспирантов)

## Издательская деятельность
Главный редактор журнала «Консультативная психология и психотерапия» (до 2009 года включительно — «Московский психотерапевтический журнал»).
Член редакционного совета журнала «Культурно-историческая психология».

## Основные публикации
- Василюк Ф. Е. Психология переживания. Анализ преодоления критических ситуаций. — М.: Издательство Московского университета, 1984. Архивная копия от 25 декабря 2011 на Wayback Machine
- Василюк Ф. Е. Уровни построения переживания и методы психологической помощи // Вопросы психологии. 1988. № 5. с. 27-37.
- Vasilyuk F. Levels of Construction of Experience and the Methods of Psychological Science // Journal of Russian and East European Psychology. 1990. Vol. 28, № 5. — pp. 69 – 87.
- Василюк Ф. Е. Структура образа // Вопросы психологии. 1993. № 5. с. 5-19.
- Василюк Ф. Е. Методологический смысл психологического схизиса // Вопросы психологии. 1995. № 6. с. 25-40.
- Василюк Ф. Е. Психотехнический анализ психотерапевтического процесса // Вопросы психологии. 1998. № 6, с. 40-43.
- Vasilyuk F. Toward the synergetic psychotherapy: a history of hopes.— MADNESS, SCIENCE AND SOCIETI FLORENCE, RENAISSANCE 2000 The 4TH International Conference on Philosophy and Psychiatry, 26-29 августа, 2000 г. Организаторы: The Italian Society for Psychopathology and the Philosophy Group of The Royal College of Psychiatrists, Under the auspices of Comune di Firenze Universita degli Studi di Firenze.
- Vasilyuk F. Confession and Psychotherapy.— The Sacrament of Repentance/ Russian Orthodox Diocese of Sourozh, Diocesan Conference — Headington 26th-29th may 2000. — L.: St Stephen’s Press, 2001, p. 25-36.
- Василюк Ф. Е. Методологический анализ в психологии. — М.: Смысл, МГППУ, 2003.
- Василюк Ф. Е. Переживание и молитва. Опыт общепсихологического исследования. М.: Смысл, 2005.
- Василюк Ф. Е. Молитва-молчание-психотерапия // Культурно-историческая психология. — 2005. — № 1.
- Василюк, Ф. Е. Понимающая психотерапия как психотехническая система / Ф. Е. Василюк // Московская психологическая школа: История и современность: в 4 т. Т. 4 / Под общ. ред. действ. чл. РАО, проф. В. В. Рубцова.— М.: МГППУ, 2007.— С. 45-61.